# Criado-mudo
Mesa de cabeceira ou criado-mudo com a portinhola aberta, mostrando o espaço onde era guardado o penico.
Uma mesa de cabeceira, também conhecida no Brasil como criado-mudo, é um pequeno móvel auxiliar usado para aparar objectos, geralmente colocado ao lado da cama, servindo sobretudo para guardar os objectos que podem ser necessários durante a noite.

## Etimologia
A palavra criado-mudo tem origem provável na tradução literal da palavra inglesa dumbwaiter. Embora atualmente signifique um pequeno elevador doméstico de carga, já teve o significado de móvel auxiliar para dispor de pratos e talheres. Segundo a Encyclopædia Britannica (edição de 1911), tais móveis tiveram origem em Inglaterra no final do século XVIII. Na língua inglesa, essa palavra é atestada desde 1749.
No Diccionario brazileiro da lingua portugueza, de Antônio Joaquim de Macedo Soares, publicado em 1889, o termo surge como sinônimo de bidé e "velador", descrito como "móvel de quarto de dormir, colocado ao pé da cama, e sobre o qual se bota o castiçal com a vela, a caixa de fósforos, o copo de água, etc.; tem tampo de mármore, gavetinha, e duas prateleiras com porta onde se guardam urinois". Antes disso, o termo usado para o móvel era donzela.
É um termo composto, derivando, por analogia, do substantivo criado, por ser um móvel auxiliar, e silencioso, ou seja, mudo.

## Campanha da Etna
No Brasil, em 2019, uma campanha do Dia da Consciência Negra da Etna, rede de decoração e móveis que existiu até 2022, afirmou que o termo criado-mudo tinha origem racista. O vídeo da campanha alegava uma relação entre a origem do móvel e a existência de servos escravizados que supostamente ficariam de noite do lado da cama dos seus senhores para entregar objetos como roupas e copos d'água. A campanha teve um grande sucesso, a ponto de o nome criado-mudo ter sido citado em várias listas de termos relacionados ao racismo nos anos seguintes.
A veracidade da história da campanha foi posteriormente questionada por especialistas em etimologia, linguística e historiadores. O fato de o termo donzella ser usado durante o período escravagista do Brasil, a provável origem da tradução do dumbwaiter anglófono - idiomas como o alemão usam termos equivalentes - e especialmente a inviabilidade de deixar pessoas escravizadas tão próximas dos seus donos nos quartos durante um momento de tanta vulnerabilidade como o sono, geraram discussões sobre se existiria alguma verdade na campanha, ou se ela fora uma mera estratégia de marketing. Existem poucos registros ligando o criado-mudo ao racismo na internet antes da campanha da Etna, que acabou sendo acusada posteriormente de desinformação.
Como consequência direta da campanha, outras empresas, incluindo concorrentes da Etna, se apressaram a renomear o móvel com o sinônimo "mesa de cabeceira", levando a que em 2019 esse termo fosse mais usado no Brasil para se referir a esse móvel comercialmente.